# Dacnitus
Dacnitus là một chi bọ cánh cứng trong họ 
Elateridae.
Chi này được miêu tả khoa học năm 1908 bởi Sharp.

## Các loài
Chi này có các loài:
- Dacnitus currax Sharp, 1908